# Pleurothallis acutidentata
Pleurothallis acutidentata är en orkidéart som beskrevs av Célestin Alfred Cogniaux. Pleurothallis acutidentata ingår i släktet Pleurothallis och familjen orkidéer. Inga underarter finns listade i Catalogue of Life.